# Хойхлинген
Хойхлинген (на немски: Heuchlingen) е община в административния окръг Щутгарт в Баден-Вюртемберг, Германия с 1814 жители (на 31 декември 2015).
Намира се между големите градове Аален (14 km) и Швебиш Гмюнд (14 km). През Хойхлинген тече река Лайн. Хойхлинген е споменат за пръв път в документ през 1236 г.